# Florentín Santos de León
Florentín Santos de León (Salta, c. 1805 - agosto de 1842) fue un  militar argentino que participó en las guerras civiles de ese país, y dirigió una fracasada campaña contra el régimen federal en las provincias del noroeste en 1842.

## Biografía
Se cree que fue un soldado de la Guerra Gaucha. En 1830 formó parte de las fuerzas salteñas que combatieron al servicio del general Paz en Córdoba y a órdenes de Lamadrid en la batalla de La Ciudadela. Prestó servicios en el ejército durante los años siguientes, y luchó en la Guerra contra la Confederación Perú-Boliviana, de 1837.
Comenzó a figurar en los registros militares de la provincia de Salta en el año 1840, con el grado de mayor en el ejército formado por el general Lamadrid. Éste lo envió con la División Constitucional, una fuerza que Santos de León había reunido y organizado, a perseguir a los federales que se mantenían en los Valles Calchaquíes. Tras algunos éxitos parciales, se unió a las fuerzas del general Juan Lavalle, a órdenes del cual participó en la batalla de Famaillá.
La derrota lo obligó a huir hacia Tarija, en Bolivia, donde se reunió con varios oficiales emigrados que pretendían seguir la lucha. Cuando llegó la noticia del triunfo del general Paz en la batalla de Caaguazú, pasó a Chile y se reunió con el grupo que pretendía una invasión desde allí a las provincias argentinas. Fue puesto al mando de una división que debía atacar su provincia natal, y en coordinación con otra, cuya cabeza era el Chacho Peñaloza.
Mientras el Chacho hacía una extensa campaña que cubrió las provincias de La Rioja, San Juan, Catamarca y Tucumán, Santos de León –secundado por los coroneles Ignacio Bringas y Silverio Sardina– dirigió sus fuerzas hacia Antofagasta de la Sierra. De allí pasó a Fiambalá, en el oeste de Catamarca, por donde había pasado el Chacho, y allí tomó prisionero al coronel De la Vega; entró en tratativas con el caudillo del oeste catamarqueño, Eusebio Balboa, pero no llegaron a ningún acuerdo. Derrotó a fuerzas secundarias en varios encuentros, y ocupó la ciudad de La Rioja. De allí pasó a San Fernando del Valle de Catamarca, tomando la ciudad.
Ilusionado con la noticia de la entrada de Peñaloza en Tucumán, avanzó en esa dirección, sólo para enterarse de la derrota del Chacho en la Batalla del Manantial. Se desvió hacia Tafí del Valle, pasó a Cafayate, e intentó tomar el norte de los Valles Calchaquíes. Confiaba en el pronto apoyo del general Lamadrid –que tenía planeado hacer una campaña, ingresando al país por Salta o Jujuy– pero éste nunca inició la campaña. Derrotó en el combate de Tolombón al coronel Julián Navarro, pero al día siguiente fue derrotado por Ángel Morales en el combate de Rumiguasi. Allí murió Bringas, y pocos días más tarde fueron capturados Santos y Sardina.
Murió fusilado en Salta, en agosto de 1842.